# Trichoplites moupinata
Trichoplites moupinata är en fjärilsart som beskrevs av Gustave Arthur Poujade 1896. Trichoplites moupinata ingår i släktet Trichoplites och familjen mätare. Inga underarter finns listade i Catalogue of Life.